# كليتون ريبيرو كزافيير
كليتون ريبيرو كزافيير (بالبرتغالية: José Cleiton Ferreira Júnior‏) (6 أبريل 1986 بفورتاليزا في البرازيل - ) هو لاعب كرة قدم برازيلي في مركز الهجوم. لعب مع ميبا ونادي فورتاليزا وGuarany Sporting Club ‏ ونادي أنابولينا وAssociação Esportiva Tiradentes ‏ ونادي هورايزون ‏.